# Suzuko Mimori
Suzuko Mimori (三森 すずこ Mimori Suzuko?,  Tokio, Japón, 28 de junio de 1986) es una actriz, seiyū y cantante japonesa. Es conocida por interpretar la voz de Sherlock Shellingford en la franquicia Tantei Opera Milky Holmes, Umi Sonoda de la franquicia de Love Live!, Kourin Tatsunagi en Cardfight!! Vanguard, y Nanami Momozono en Kamisama Hajimemashita. Está representada por Hibiki Cast.

## Biografía
Se inscribió en la Universidad de Komazawa, pero sus lo abandonó para concentrarse en sus proyectos de actuación de voz.
Antes de que comenzara su carrera de actriz, Mimori participaba en musicales del teatro bajo el nombre de Suzuko Kurokawa (黒川 鈴子 Kurokawa Suzuko?). Se reunió con la presidenta de Bushiroad, Takaaki Kidani, durante uno de sus musicales de la etapa que la llevaron a ser ofrecida una oportunidad de convertirse en una actriz de la voz y audición para su primer papel en 2008. De julio a octubre de 2009, fue miembro del grupo de canto Cutie Pai bajo el seudónimo "Suzy". En 2012, comenzó a aparecer en programas de televisión y en actividades musicales como uno de los cuatro miembros principales de la unidad de actuación de voz de Milky Holmes, que lleva el nombre del programa de televisión con el mismo nombre. De 2011 a 2016 fue miembro de una mini unidad en el Love Live!, Lily White, junto a Aina Kusuda y Riho Iida.

## Filmografía
| Título                                        | Año  | Rol                                          | Notas      | Fuente |  |
| Kids Gekijo!!                                 | 2010 | Nekomimi Kuma-san                            | Anime      | [ 3 ]  |  |
| Tantei Opera Milky Holmes                     | 2010 | Sherlock "Sheryl" Shellingford               | Anime      | [ 3 ]  |  |
| B Gata H Kei                                  | 2010 | schoolgirl, tourist, foreign girl            | Anime      | [ 3 ]  |  |
| Tantei Opera Milky Holmes                     | 2010 | Sherlock Shellingford                        | Videojuego |        |  |
| Snow Halation                                 | 2010 | Umi Sonoda                                   | OVA        | [ 4 ]  |  |
| Cardfight!! Vanguard                          | 2011 | Kourin Tatsunagi                             | Anime      | [ 3 ]  |  |
| Disgaea 4                                     | 2011 | Fuka Kazamatsuri                             | Videojuego |        |  |
| T.P. Sakura 〜Taimuparadin Sakura〜           | 2011 | Sakura Yoshino                               | OVA        | [ 3 ]  |  |
| gdgd Fairies                                  | 2011 | pkpk                                         | Anime      | [ 5 ]  |  |
| Tantei Opera Milky Special                    | 2011 | Sherlock "Sheryl" Shellingford               | Anime      |        |  |
| YuruYuri                                      | 2011 | Himawari Furutani                            | Anime      | [ 6 ]  |  |
| BabyPrincess 3D Baradaisu0                    | 2011 | Seika                                        | OVA        | [ 7 ]  |  |
| Natsuiro Egao de 1, 2, Jump!                  | 2011 | Umi Sonoda                                   | OVA        | [ 3 ]  |  |
| Aoi Sekai no Chūshin de                       | 2012 | Alyssa Nel                                   | Anime      | [ 8 ]  |  |
| Lagrange: The Flower of Rin-ne                | 2012 | Michi Kondō                                  | OVA        | [ 9 ]  |  |
| Wooser's Hand-to-Mouth Life                   | 2012 | Sherlock Shellingford                        | Anime      |        |  |
| Oda Nobuna no Yabō                            | 2012 | Motoyasu Matsudaira                          | Anime      | [ 10 ] |  |
| Cardfight!! Vanguard: Asia Circuit            | 2012 | Kourin Tatsunagi                             | Anime      | [ 11 ] |  |
| Kamisama Kiss                                 | 2012 | Nanami Momozono, Yukiji                      | Anime      | [ 12 ] |  |
| Queen's Blade Rebellion                       | 2012 | Eilin                                        | Anime      | [ 13 ] |  |
| Symphogear                                    | 2012 | girl 1, trio schoolgirl, lost sister         | Anime      |        |  |
| Tantei Opera Milky Holmes: Act 2              | 2012 | Sherlock "Sheryl" Shellingford               | Anime      | [ 14 ] |  |
| Tantei Opera Milky Holmes: Alternative        | 2012 | Sherlock "Sheryl" Shellingford               | Anime      |        |  |
| Teekyū                                        | 2012 | Kanae Shinjō                                 | Anime      | [ 15 ] |  |
| Hiiro no Kakera                               | 2012 | Kiyono Takara                                | Anime      | [ 16 ] |  |
| Hiiro no Kakera: Dai Ni Shō                   | 2012 | Kiyono Takara                                | Anime      | [ 17 ] |  |
| Bodacious Space Pirates                       | 2012 | Belinda Percy                                | Anime      | [ 17 ] |  |
| Btooom!                                       | 2012 | Himiko                                       | Anime      | [ 18 ] |  |
| Super Danganronpa 2: Sayonara Zetsubō Gakuen  | 2012 | Hiyoko Saionji                               | Videojuego |        |  |
| Asa Made Jugyō Chu!                           | 2012 | Risa Takabane                                | OVA        | [ 19 ] |  |
| YuruYuri♪♪                                    | 2012 | Himawari Furutani                            | Anime      | [ 20 ] |  |
| Poyopoyo Kansatsu Nikki                       | 2012 | Moe Satō                                     | Anime      | [ 21 ] |  |
| Lagrange: The Flower of Rin-ne                | 2012 | Michi Kondō                                  | Anime      |        |  |
| Lagrange: The Flower of Rin-ne Season 2       | 2012 | Michi Kondō                                  | Anime      |        |  |
| Stand Up! Vanguard                            | 2012 | Maria Kagami                                 | OVA        |        |  |
| Tantei Opera Milky Holmes 2                   | 2012 | Sherlock Shellingford                        | Videojuego |        |  |
| Outbreak Company                              | 2013 | Myuseru Foaran                               | Anime      | [ 22 ] |  |
| Infinite Stratos 2                            | 2013 | Kanzashi Sarashiki                           | Anime      | [ 23 ] |  |
| Cardfight!! Vanguard: Link Joker              | 2013 | Kourin Tatsunagi                             | Anime      | [ 24 ] |  |
| gdgd Fairies Season 2                         | 2013 | pkpk                                         | Anime      | [ 25 ] |  |
| GJ-bu                                         | 2013 | Shion Sumeragi                               | Anime      | [ 26 ] |  |
| Sekai de Ichiban Tsuyoku Naritai!             | 2013 | Chinatsu Suzumoto                            | Anime      | [ 27 ] |  |
| Senran Kagura                                 | 2013 | Suzune [Rin]                                 | Anime      | [ 28 ] |  |
| Teekyū 2                                      | 2013 | Kanae Shinjō                                 | Anime      | [ 29 ] |  |
| Teekyū 3                                      | 2013 | Kanae Shinjō                                 | Anime      |        |  |
| Neppu Kairiku Bushi Road                      | 2013 | Rin                                          | Anime      | [ 30 ] |  |
| Highschool DxD Born                           | 2015 | Ophis                                        | Anime      |        |  |
| Futari wa Milky Holmes                        | 2013 | Sherlock "Sheryl" Shellingford               | Anime      | [ 31 ] |  |
| Freezing Vibration                            | 2013 | Amelia Evans                                 | Anime      | [ 32 ] |  |
| Love Live!                                    | 2013 | Umi Sonoda                                   | Anime      | [ 33 ] |  |
| Magical Suite Prism Nana                      | 2013 | Itaru Washioka/Heat Nana                     | Anime      |        |  |
| Love Live! School Idol Festival               | 2013 | Umi Sonoda                                   | Videojuego | [ 34 ] |  |
| Kamisama Kiss                                 | 2013 | Nanami Momozono                              | OVA        | [ 35 ] |  |
| Cardfight!! Vanguard: Legion Mate             | 2014 | Korin Tatsunagi                              | Anime      | [ 36 ] |  |
| GJ Club@                                      | 2014 | Shion Sumeragi                               | Anime      | [ 37 ] |  |
| Future Card Buddyfight                        | 2014 | Hanako Mikado, schoolgirl, Akatsuki Kisaragi | Anime      | [ 38 ] |  |
| Fairy Tail                                    | 2014 | Hisui E. Fiore                               | Anime      | [ 39 ] |  |
| Majimoji Rurumo                               | 2014 | Rurumo Maji Mojiruka                         | Anime      | [ 40 ] |  |
| Magica Wars                                   | 2014 | Rei Amesetsu                                 | Anime      |        |  |
| Momo Kyun Sword                               | 2014 | Suika                                        | Anime      | [ 41 ] |  |
| Love Live! 2nd Season                         | 2014 | Umi Sonoda                                   | Anime      | [ 42 ] |  |
| Yuru Yuri Nachuyachumi!                       | 2014 | Himawari Furutani                            | OVA        | [ 43 ] |  |
| Yūki Yūna wa Yūsha de Aru                     | 2014 | Mimori Tōgō                                  | Anime      | [ 44 ] |  |
| Ultimate Otaku Teacher                        | 2015 | Koyomi Hiiragi                               | Anime      | [ 45 ] |  |
| Kamisama Kiss◎                                | 2015 | Nanami Momozono                              | Anime      |        |  |
| Lance N' Masques                              | 2015 | Alice Cleveland                              | Anime      | [ 46 ] |  |
| Tantei Kageki Milky Holmes TD                 | 2015 | Sherlock "Sheryl" Shellingford               | Anime      |        |  |
| Tokyo Ghoul √A                                | 2015 | Roma Hoito                                   | Anime      |        |  |
| Digimon Adventure tri.                        | 2015 | Sora Takenouchi                              | Anime      |        |  |
| Comet Lucifer                                 | 2015 | Marvina Anians                               | Anime      |        |  |
| Love Live! The School Idol Movie              | 2015 | Umi Sonoda                                   | Movie      | [ 47 ] |  |
| Xuccess Heaven Rebellion                      | 2015 | Tsumugi Tsukina                              | Videojuego | [ 48 ] |  |
| Luck & Logic                                  | 2016 | Logigraph                                    | Anime      |        |  |
| Kyōkai no Rinne                               | 2016 | Suzu                                         | Anime      | [ 49 ] |  |
| Danganronpa 3: The End of Hope's Peak Academy | 2016 | Hiyoko Saionji                               | Anime      | [ 50 ] |  |
| Tiger Mask W                                  | 2016 | Haruna Takaoka                               | Anime      |        |  |
| Akiba's Trip: The Animation                   | 2017 | Miumiu                                       | Anime      | [ 51 ] |  |
| Masamune-kun no Revenge                       | 2017 | Neko Fujinomiya                              | Anime      |        |  |
| Kemono Friends                                | 2017 | Ezo red fox (Ep. 9-10, 12)                   | Anime      |        |  |
| Fairy Tail: Dragon Cry                        | 2017 | Hisui E. Fiore                               | Movie      |        |  |
| Ultraman Geed                                 | 2017 | Rem                                          | Tokusatsu  | [ 52 ] |  |
| BanG Dream!                                   | 2017 | Yuri Ushigome                                | Anime      |        |  |
| Magia Record                                  | 2017 | Konomi Haruna                                | Videojuego |        |  |
| Healin' Good PreCure                          | 2020 | Asumi Fuurin/Cure Earth                      | Anime      |        |  |
| Genshin Impact                                | 2021 | Sangonomiya Kokomi                           | Videojuego |        |  |
| Alchemy Stars                                 | 2021 | Michele                                      | Videojuego |        |  |
| Kage no Jitsuryokusha ni Naritakute!          | 2022 | Gamma                                        | Anime      | [ 53 ] |  |